# ヴィーナスとキューピッド (クラナッハ、エルミタージュ美術館)
『ヴィーナスとキューピッド』（露: Венера и Амур、英: Venus and Cupid）は、ドイツ・ルネサンス期の画家ルーカス・クラナッハ (父) が1509年に油彩で制作した絵画である。板上に描かれたが、キャンバスに移し替えられている。クラナッハが描いた神話主題の最初の作品で、等身大のヴィーナスとキューピッドを表している。作品は、サンクトペテルブルクのエルミタージュ美術館に所蔵されている。

## 作品
1507年に、ドイツ・ルネサンス絵画の巨匠アルブレヒト・デューラーは、アルプス以北で最初の油彩によるルネサンス的裸体画『アダムとイヴ』 (プラド美術館) を描いた。その2年後に描かれた本作もドイツ・ルネサンス期の裸体画として最初期のものの1つであり、女神ヴィーナスの脚部の形態や小石の散らばった地面の描写、ならびに構図においてデューラーの『アダムとイヴ』に影響を受けている。一方、本作はクラナッハが描いた一連のヴィーナス像の中で一番最初の作品であると同時に、アルプス以北でヴィーナスを裸体で描いた作品としても最初のものである。
9等身に近いヴィーナスの後ろでは、キューピッドが愛の矢をつがえて、虎視眈々と鑑賞者を狙っている。ヴィーナスの頭上には、ラテン語で「ヴィーナス (愛欲) の虜とならぬよう、キューピッドに心せよ」という意味の語句が記されている。
クラナッハは色数を抑え、美しく、しなやかなヴィーナスとキューピッドの身体の造形に焦点を当てており、単純で線的な輪郭を持つ彼らの身体像は黒い背景の中、荘厳に浮かび上がっている。画面の中で明るい部分は、ヴィーナスの首に掛かるトルコ石のビーズとキューピッドの首に掛かる赤いビーズである。ヴィーナスの引き伸ばされた身体像は、画家後期の作品に典型的な人物像を予期する。

## ギャラリー

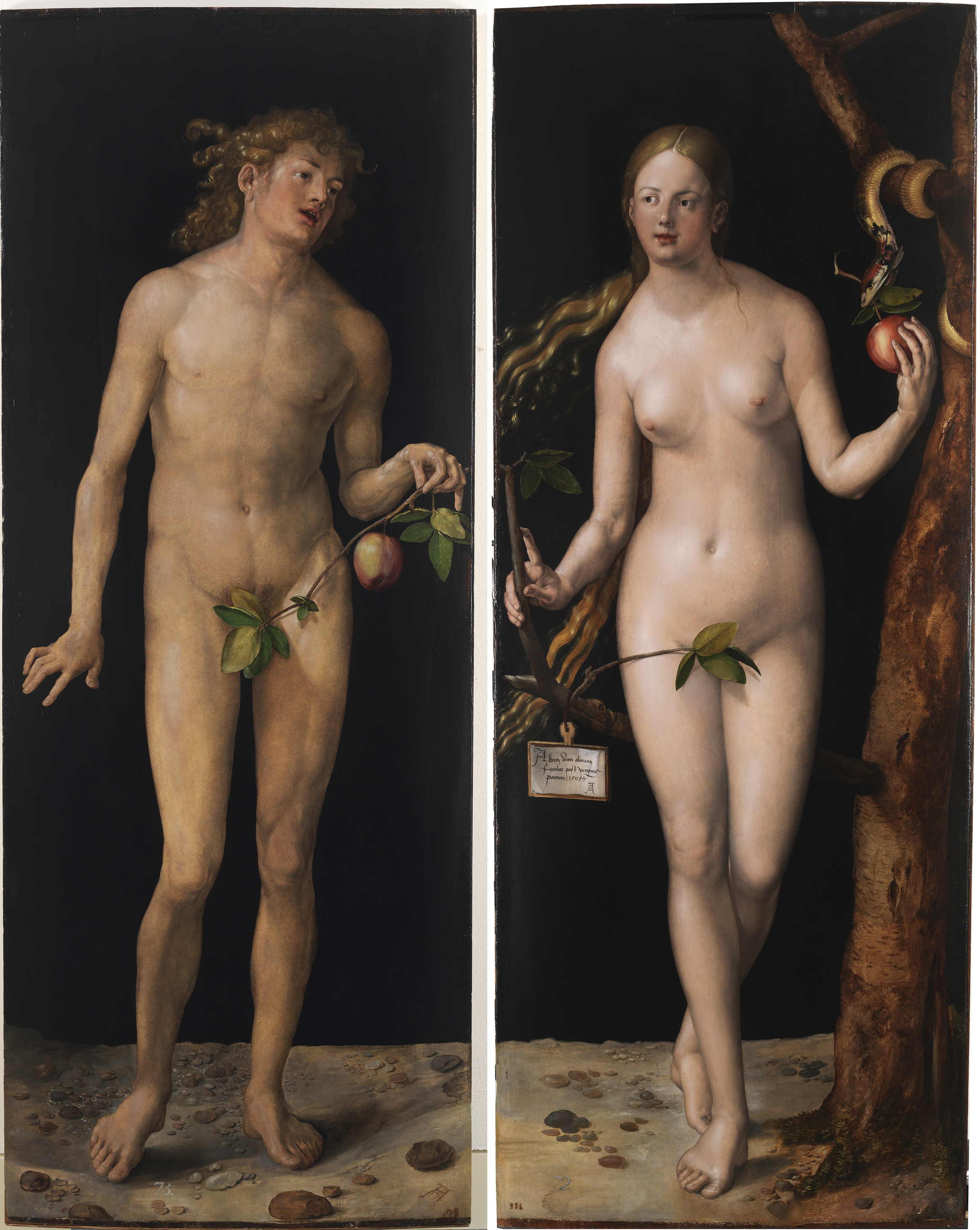
アルブレヒト・デューラー『アダムとイヴ』、プラド美術館 (マドリード)、1507年
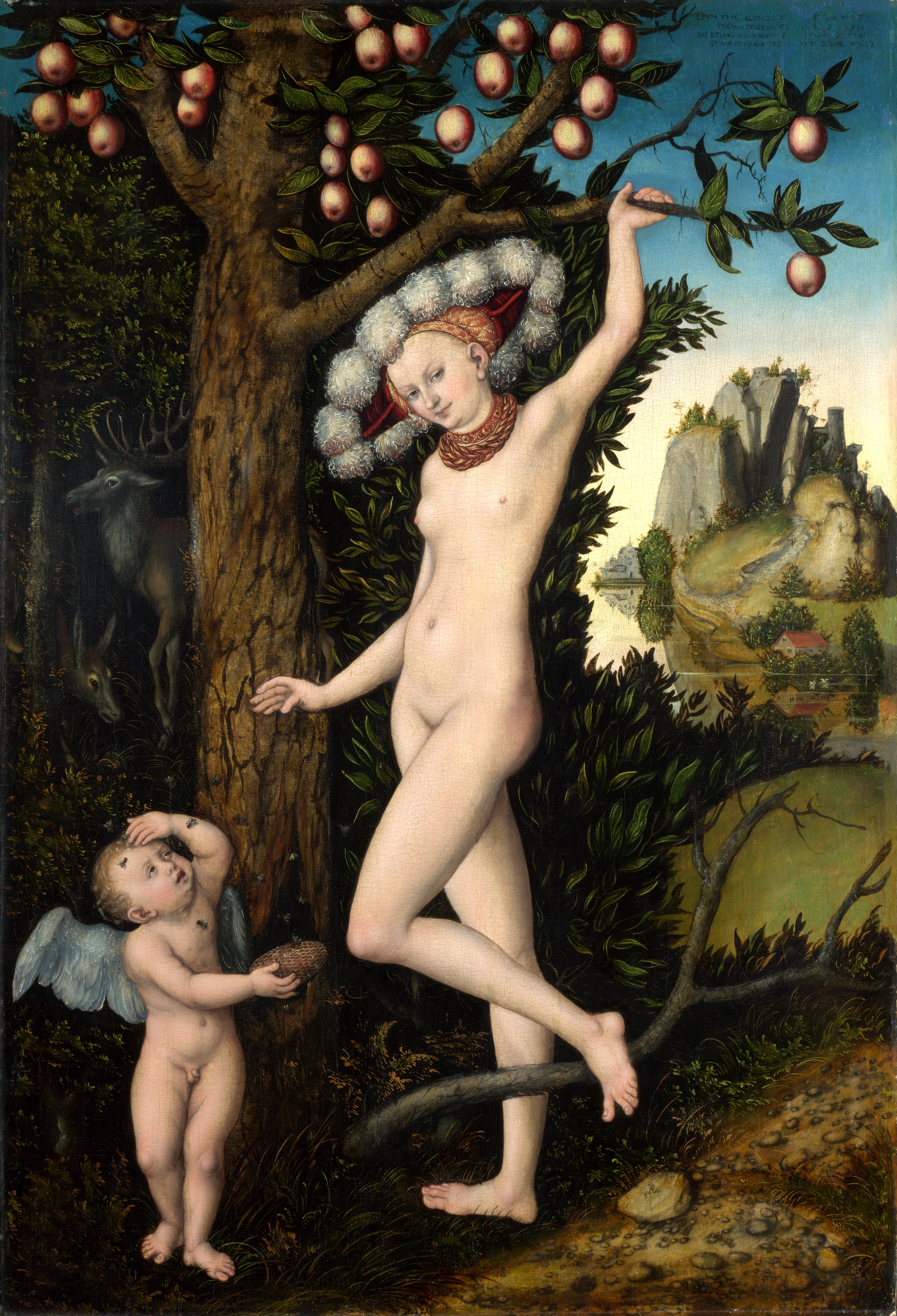
ルーカス・クラナッハ『ヴィーナスに訴えるキューピッド』、ナショナル・ギャラリー (ロンドン)、1526-1527年
ルーカス・クラナッハ 『ヴィーナスとキューピッド』、絵画館 (ベルリン)、1530年
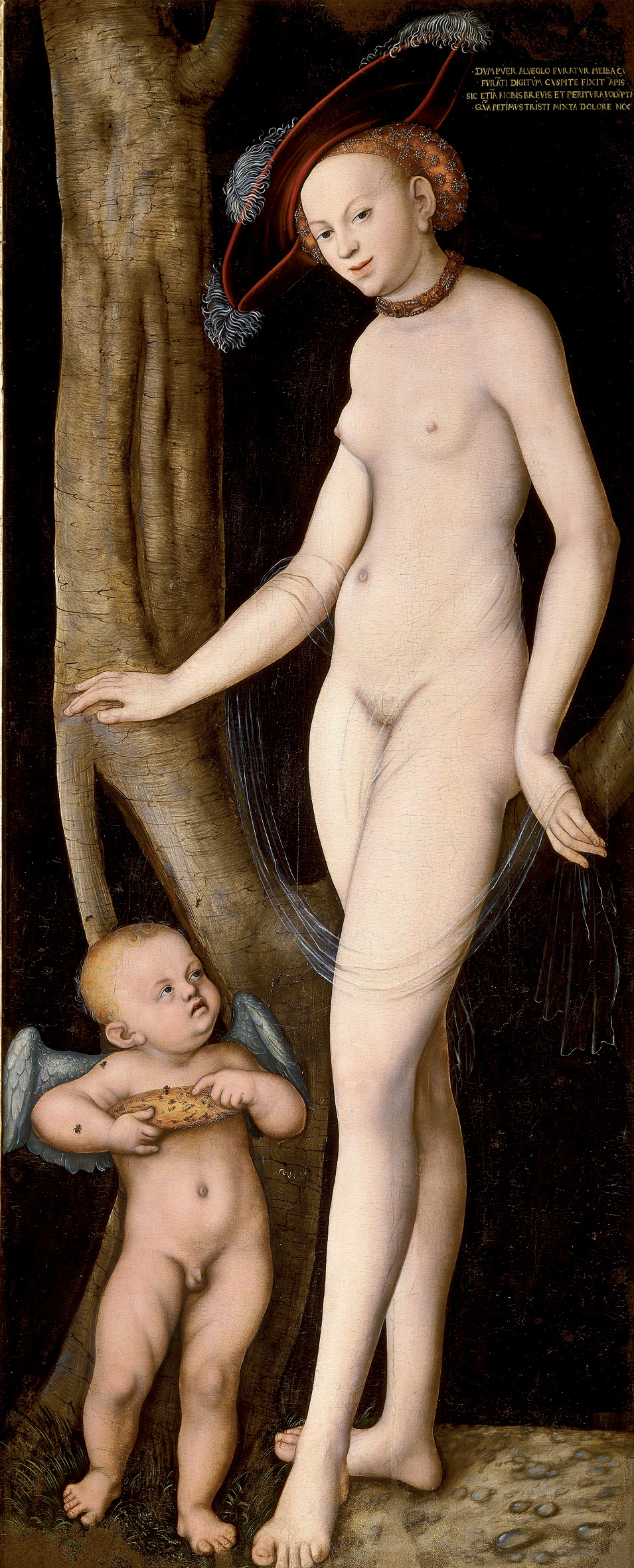
ルーカス・クラナッハ『ハチミツ泥棒のキューピッドといるヴィーナス（英語版）』、ボルゲーゼ美術館 (ローマ)、1531年